# Fritz Iwanowski
Fritz Iwanowski (Lebensdaten unbekannt) war ein deutscher Fußballspieler.

## Karriere

### Vereine
Iwanowski gehörte dem SC Minerva 93 Berlin als Abwehrspieler an, für den er zunächst von 1928 bis 1933 in den vom Verband Brandenburgischer Ballspielvereine organisierten Berliner Meisterschaften Punktspiele bestritt.
In dem in zwei Gruppen ausgetragenen Wettbewerb schloss er mit seinem Verein seine Premierensaison in der Gruppe A als Viertplatzierter ab. In der Folgesaison erreichte sein Verein den dritten Platz in der Gruppe B, anschließend den zweiten. Eine Steigerung folgte am Saisonende 1931/32 als Sieger der Gruppe A. Mit diesem Erfolg nahm der an der Finalrunde des VBB teil und belegte mit einem Punkt hinter dem Berliner Tennis-Club Borussia Platz zwei. Mit diesem Erfolg war seine Mannschaft zur Teilnahme an der Endrunde um die Deutsche Meisterschaft berechtigt. Doch bereits die Auftaktveranstaltung im Münchener Heinrich-Zisch-Stadion gegen den FC Bayern München, dem späteren Deutschen Meister, wurde im Achtelfinale mit 2:4 verloren; wenigstens sein Bruder Erich – als Torschütze zum 2:2-Ausgleich in der 55. Minute – hielt die Begegnung eine Zeit lang offen. Mit dem dritten Platz in der Gruppe B am Saisonende 1932/33 war seine Mannschaft für die Gauliga Berlin-Brandenburg, als eine von zunächst 16, später auf 23 aufgestockten Gauligen zur Zeit des Nationalsozialismus als einheitlich höchste Spielklasse im Deutschen Reich qualifiziert. Nach zwei Spielzeiten auf Platz sechs, beendete er seine letzte Saison als Zweitplatzierter punktgleich hinter dem Berliner SV 1892, dessen bessere Torquote die Gaumeisterschaft entschied. Im 1935 erstmals eingeführten Wettbewerb um den Tschammerpokal kam er einzig am 22. September beim 4:2-Zweitrundensieg über den SC Vorwärts Breslau zum Einsatz.

### Auswahlmannschaft
Als Spieler der Auswahlmannschaft des Verbandes Brandenburgischer Ballspielvereine erreichte er das am 28. April 1929 in Berlin ausgetragene Finale um den Bundespokal. Mit seinen beiden Toren zum 1:0 in der 27. und zum 2:0 in der 39. Minute trug er wesentlich zum 4:1-Sieg über die Auswahlmannschaft des Norddeutschen Fußball-Verbandes bei.

## Erfolge
- Bundespokal-Sieger 1929
- Zweiter der Gaumeisterschaft Berlin-Brandenburg 1936
- Zweiter der Berliner Meisterschaft 1932